# Teatro en Kurfürstendamm

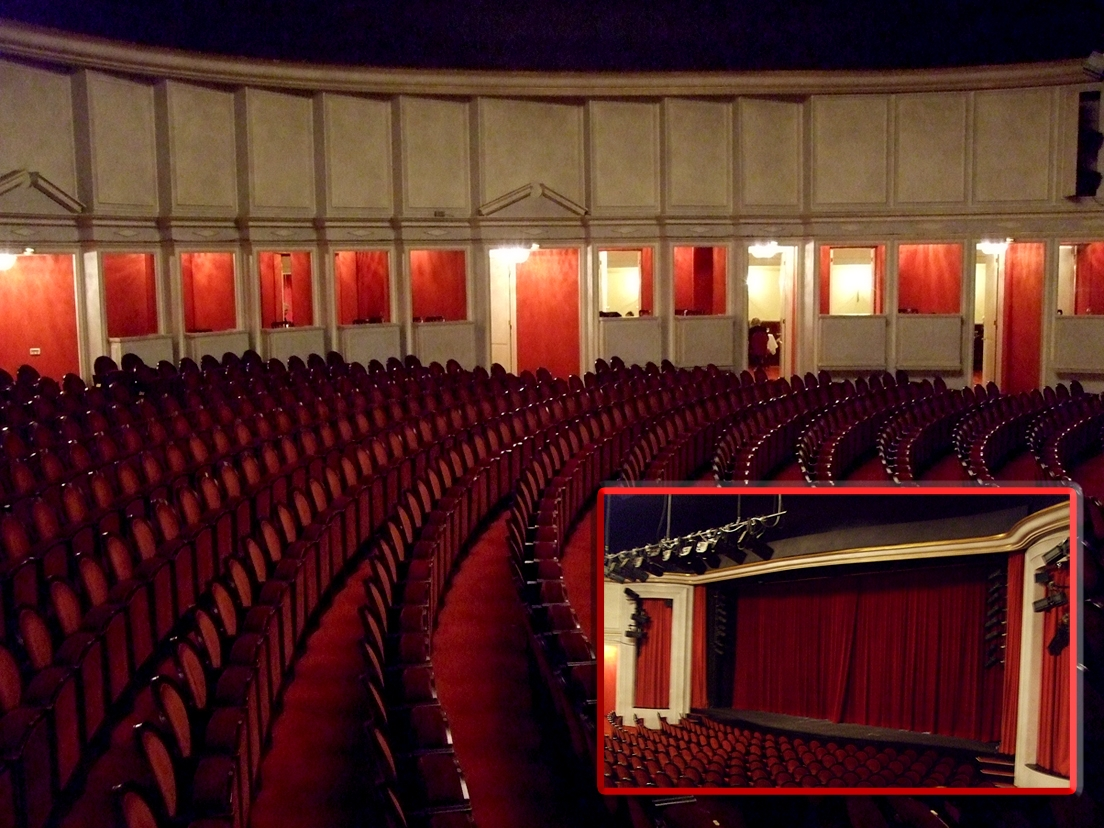
Theater am Kurfürstendamm.

El Teatro en Kurfürstendamm (Theater am Kurfürstendamm) es un teatro de Berlín en el famoso bulevar Kurfürstendamm.
Se inauguró en octubre de 1921 bajo diseños del arquitecto Oskar Kaufmann, fue dirigido por Ferdinand Bruckner con gran éxito por Friedrich Hollaender y por Max Reinhardt. En 1930 tuvo lugar el estreno berlinés de „Aufstieg und Fall der Stadt Mahagonny“ de Bertolt Brecht y Kurt Weill. 
Bajo los nazis fue dirigido por Hans Wölffer hasta su cierre en 1942; en 1943 fue seriamente dañado por los bombardeos. Fue reabierto en 1946 como sala de cine y desde 1949 fue sede del Freie Volksbühne Berlin, se inauguró con „Hamlet“ y hasta 1963 trabajaron figuras como Giorgio Strehler, Oscar Fritz Schuh, Erwin Piscator, Caspar Neher, Peer Schmidt, Tilla Durieux, Wolfgang Gruner, Wolfgang Kieling, Agnes Windeck, Cordula Trantow, Therese Giehse y Hanne Hiob.

## Literatura
- Dietrich Worbs: Komödie und Theater am Kurfürstendamm - Das Erbe von Oskar Kaufmann und Max Reinhardt. Deutscher Kunstverlag 2007